# Camuflaje activo

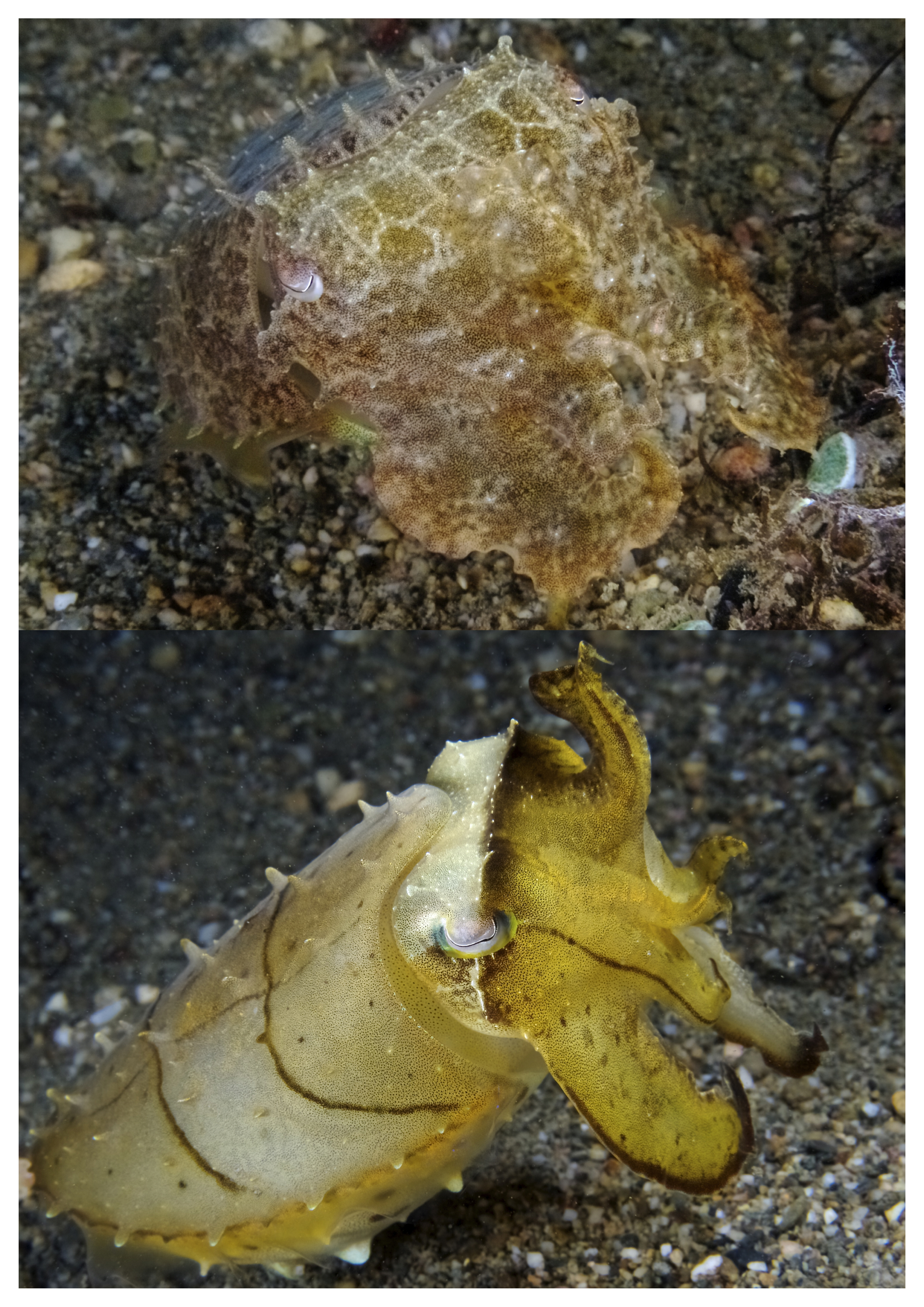
Los moluscos cefalópodos como este sepíido pueden cambiar el color rápidamente para señalizar o camuflarse.

El camuflaje activo o adaptativo es ese que se adapta, normalmente con rapidez, al entorno que le rodea, como los animales o vehículos militares. En teoría, el camuflaje activo podría hacer que pasase desapercibido a la detección visual.
El camuflaje activo está presente en varios grupos de animales, incluyendo reptiles en la tierra y cefalópodos, moluscos y pleuronectiformes en el mar. Los animales se pueden camuflar tanto camuflándose mediante el cambio de color corporal como la contrailuminación, haciendo uso de su bioluminiscencia.
La contrailuminación en el camuflaje militar se investigó durante la Segunda Guerra Mundial con destino en uso en armadas.

## Investigación

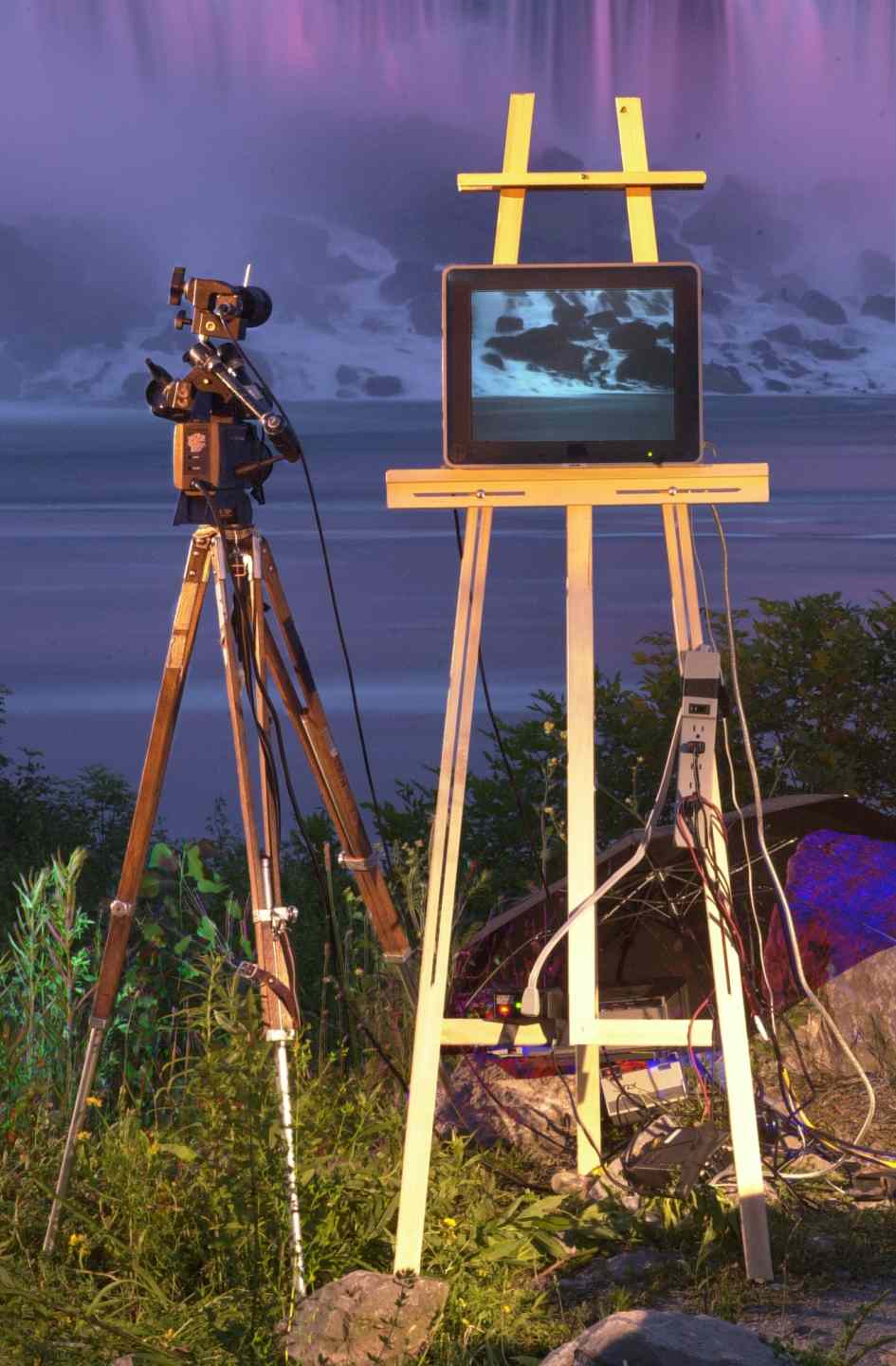
Ilustración conceptual: imagen activa de "transparencia ilusoria", también llamado "camuflaje óptico".

El camuflaje activo consiste en hacer que un objeto se mimetice con el entorno, creando un "transparencia ilusoria" que permita hacerlo invisible cambiando la apariencia del objeto.

### Últimas investigaciones

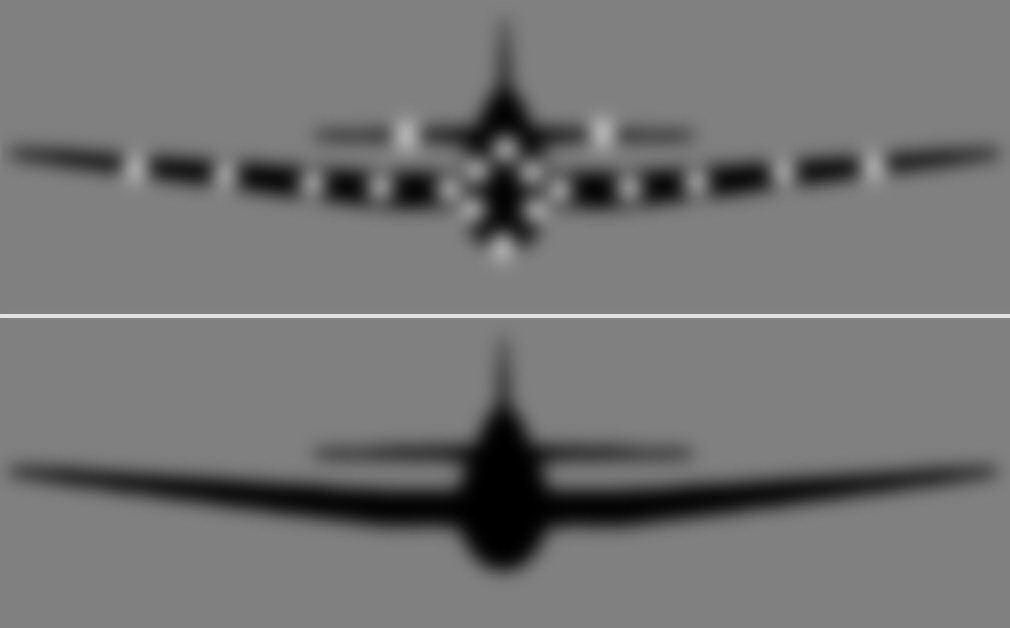
El prototipo de las luces de Yehudi aumentaron el brillo de un Grumman TBF Avenger en la oscuridad, para igualarlo al cielo estrellado.

Los intereses militares por el camuflaje activo se originaron en la Segunda Guerra Mundial. 

### Tecnología posible
El camuflaje activo puede desarrollarse con diodo orgánico de emisión de luz (OLEDs) y otras tecnologías que permiten adaptar una imagen a una superficie de forma irregular. Usando datos visuales desde una cámara, un objeto puede camuflarse para evitar ser detectado por el ojo humano, así como sensores ópticos. El camuflaje normal tiene un punto débil y es el movimiento, pero el camuflaje activo hace que los objetos sigan siendo difícil de ver, aunque estén en movimiento. Sin embargo, el camuflaje activo funciona mejor en una dirección concreta, siendo necesario saber el posicionamiento idóneo en el que ha de estar para no ser detectado por el observador.

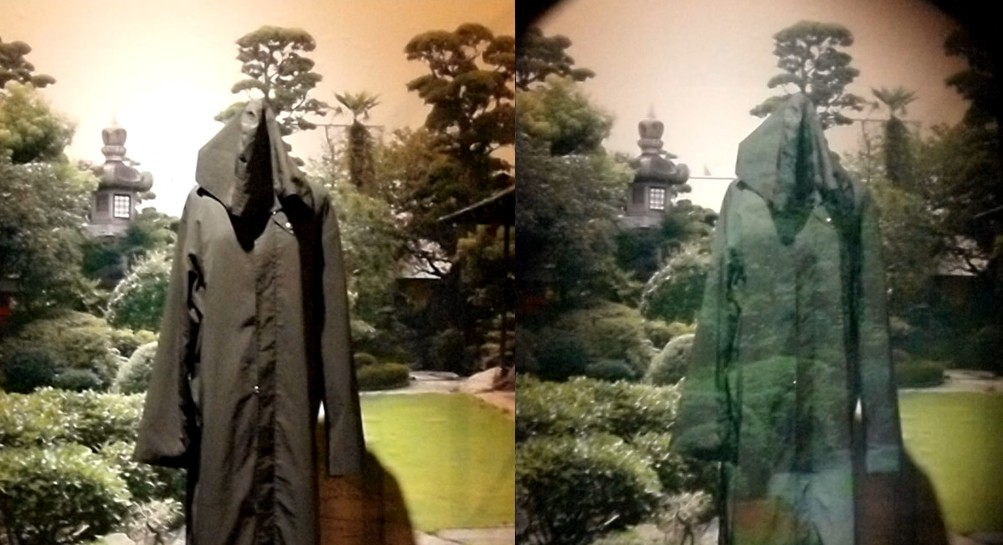
Una capa de invisibilidad con camuflaje activo, de Susumu Tachi.

El camuflaje activo solo existe en teoría y prototipos conceptuales. En 2003, los investigadores de la Universidad de Tokio, bajo las órdenes de Susumu Tachi, crearon un prototipo de un sistema de camuflaje activo impregnado con vidrios retrorreflectores. El observador ve la ropa con una apariencia cristalina transparente, mientras que una cámara capta el fondo y lo proyecta en la superficie transparente dando la impresión de que actúa como un tipo de espejo.

### Prototipos militares
En 2010, la empresa israelí, Eltics, creó un prototipo de un sistema de azulejos para un camuflaje infrarrojo en vehículos. En 2011, BAE Systems anunció su camuflaje infrarrojo Adaptiv. Este consta de unas 1000 hexagonal uniones Peltier que cubren el lateral de un tanque. Los paneles y uniones se calientan y enfrían rápidamente, para adaptar la temperatura del entorno y no ser visibles a través de visores térmicos.

## En animales

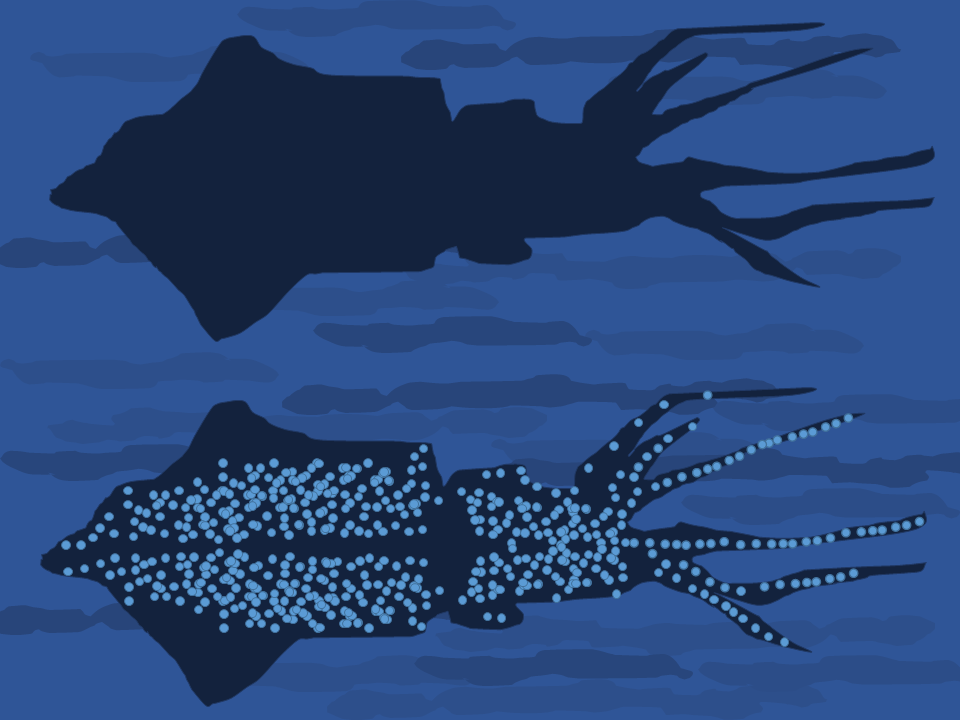
La contrailuminación es el camuflaje utilizado por algunos animales marinos, Watasenia scintillans usa la bioluminiscencia para adaptar su brillo y color al de la superficie.

El camuflaje activo está presente en varios grupos de animales, como los moluscos cefalópodos, peces, y reptiles. Hay dos tipos de camuflaje activo en animales: contrailuminación, y cambio de color.

### Contrailuminación
La contrailuminación es un camuflaje producido por luz que se mezcla con un fondo iluminado. En el mar, la luz viene de la superficie y los animales, vistos desde arriba, parece más oscuros que el fondo marino. Algunas especies de cefalópodos producen luces con fotóforas para igualar su iluminación a la del fondo. La bioluminiscencia es común en animales marinos, tanto para camuflarse mediante contrailuminación como para actuar de cebo para sus presas o señalización.

### Cambio de color

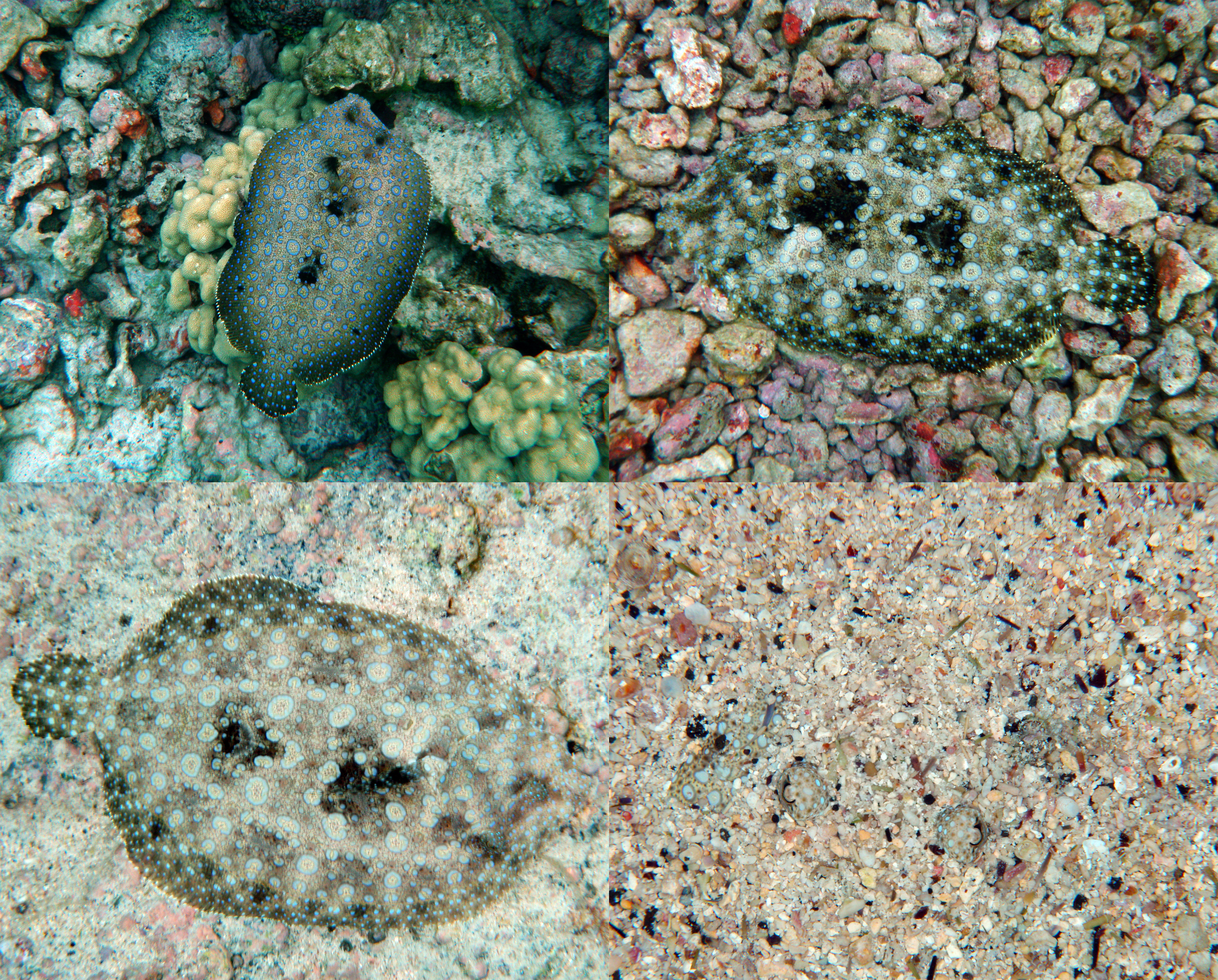
Cuatro fotos de un bothus mancus mostrando sus dotes de camuflaje mediante cambio de color corporal.

El cambio de color corporal permite camuflarse en ciertas superficies. Algunos cefalópodos, como el pulpo, el calamar o Sepiida, así como anfibios terrestres o reptiles como los camaleones y dactiloidos pueden cambiar sus patrones y colores corporales rápidamente, tanto para camuflarse como para señalizar. El camuflaje activo de los cefalópodos ha estimulado a los Estados Unidos a iniciar investigaciones militarse para simularlo.

## Ficción
El antagonista de la saga Predator usa un camuflaje activo. En algunos videojuegos como Halo,
Deus Ex: Human Revolution y la saga Crysis, los jugadores pueden conseguir y usar dispositivos de camuflaje activo.